# Uvaria annickiae
Uvaria annickiae är en kirimojaväxtart som beskrevs av Jongkind. Uvaria annickiae ingår i släktet Uvaria och familjen kirimojaväxter. Inga underarter finns listade i Catalogue of Life.